# 松井凯西
松井凯西（日语：キャシー松井，1965年—），日本高盛的副董事长兼战略分析师。2007年被《华尔街日报》评选为“亚洲十大值得关注的女性”之一。